# Il Baracchino
Il Baracchino è una serie animata italiana scritta e diretta da Nicolò Cuccì e Salvo Di Paola per la piattaforma di streaming  Amazon Prime Video.

## Trama
Il Baracchino, un tempo celebre comedy club e punto di riferimento per aspiranti comici, è ora ridotto in rovina. Maurizio, il proprietario, è ormai rassegnato a chiudere definitivamente l'attività.
La situazione cambia quando Claudia, una giovane aspirante direttrice artistica, decide di non arrendersi al declino del locale. Con l'obiettivo di rilanciare Il Baracchino, convince Maurizio a organizzare una serata Open Mic, reclutando per l'evento un gruppo eterogeneo di comici dalle caratteristiche surreali.

## Episodi
La serie è composta da sei episodi di durata compresa tra i diciassette e i ventuno minuti ciascuno.
| nº | Titolo                     | Pubblicazione | Descrizione |
| -- | -------------------------- | ------------- | --- |
| 1  | Claudia entra in un caffè  | 3 giugno 2025 | La giovane art director Claudia cerca di salvare Il Baracchino convincendo il riluttante proprietario Maurizio a organizzare una serata con comici improbabili.                                                                                                  |
| 2  | Il colmo per un unicorno   | 3 giugno 2025 | Dopo il fallimento della prima serata, Maurizio è ormai deciso a chiudere Il Baracchino. Claudia tenta il tutto per tutto facendo leva sul cuore di Maurizio. |
| 3  | Ridere ma anche riflettere | 3 giugno 2025 | Maurizio accetta di aiutare Claudia con un corso intensivo di comicità, mentre Gerri e Larry cercano la leggendaria battuta perfetta nascosta nel locale. |
| 4  | Non si può dire più niente | 3 giugno 2025 | Claudia organizza una serata di prova con un pubblico difficile composto dai parenti di Donato, mentre Gerri e Larry fanno una scoperta che potrebbe cambiare il destino del locale.                                                                             |
| 5  | Toc Toc                    | 3 giugno 2025 | In un flashback di sedici mesi prima, Claudia e Maurizio si incontrano in ospedale e ripercorrono la storia del declino del Baracchino, mentre nel presente Larry, Marco, Leonardo e Gerri si confessano davanti alla telecamera sul loro rapporto con il lutto. |
| 6  | SPLASH!                    | 3 giugno 2025 | Il Baracchino è pronto a riaprire, ma una figura del passato minaccia di rovinare tutto, costringendo Claudia e Maurizio a unire le forze per salvare il locale.                                                                                                 |

## Personaggi e doppiatori
- Claudia, doppiata da Pilar Fogliati: un'idealista aspirante direttrice artistica che si oppone alla chiusura del locale.
- Maurizio, doppiato da Lillo: un unicorno proprietario del locale ormai disilluso e stanco.
- Gerri, doppiato da Salvo Di Paola: il tuttofare del locale.
- Leonardo Da Vinci, doppiato da Edoardo Ferrario: il celebre genio rinascimentale in versione boomer.
- Luca, doppiato da Luca Ravenna: un piccione tabagista dall'umorismo caustico.
- Marco, doppiato da Stefano Rapone: la Morte in persona.
- John Lumano, doppiato da Daniele Tinti: un alieno che si spaccia maldestramente per un essere umano.
- Noemi Ciambell, doppiata da Michela Giraud: una ciambellina dal carattere amaro.
- Tricerita, doppiata da Yoko Yamada: una triceratopo punk affetta da ansia ecologica.
- Larry Tucano, doppiato da Pietro Sermonti: un mostro sacro della comicità.
- Donato, doppiato da Frank Matano: una ciambella con crisi esistenziali.

## Produzione
La serie è prodotta da Lucky Red, in collaborazione con Prime Video, e animata dallo studio palermitano Megadrago. La Serie è stata prodotta in Blender. 

## Distribuzione
La serie è stata presentata in anteprima il 3 maggio 2025 in occasione del Napoli Comicon. È stata poi pubblicata sulla piattaforma di streaming Prime Video il 3 giugno 2025.